# Parlamentswahl in Frankreich 1968
Die Parlamentswahl in Frankreich 1968 fand am 23. und 30. Juni statt; in Polynesien und in Wallis und Futuna fand die Wahl am 7. Juli statt. Gewählt wurden alle 487 Abgeordneten der Nationalversammlung. Die vorgezogene Neuwahl – nur etwas über ein Jahr nach der vorhergehenden Parlamentswahl – wurde notwendig, da Staatspräsident Charles de Gaulle nach den Unruhen im Mai 1968 die Nationalversammlung aufgelöst hatte. 
Die Wahl ergab einen Erdrutschsieg für die Gaullisten und ihre Verbündeten (Union pour la défense de la République), die zusammen drei Viertel der Sitze in der Nationalversammlung gewannen. Die linke Opposition aus Sozialisten und Kommunisten verlor mehr als die Hälfte ihrer bisherigen Sitze. Nach der Wahl ernannte de Gaulle den bisherigen Finanz- und Wirtschaftsminister Maurice Couve de Murville zum neuen Premierminister.

## Ergebnis

### France métropolitaine
| Listen                                                                                          | Listen                                                             | 1. Wahlgang | 1. Wahlgang | 1. Wahlgang | 2. Wahlgang | 2. Wahlgang | 2. Wahlgang | Mandate Gesamt |
| Listen                                                                                          | Listen                                                             | Stimmen     | %           | Mandate     | Stimmen     | %           | Mandate     | Mandate Gesamt |
| ----------------------------------------------------------------------------------------------- | ------------------------------------------------------------------ | ----------- | ----------- | ----------- | ----------- | ----------- | ----------- | -------------- |
|                                                                                                 | Union pour la défense de la République (UDR – FNRI)                | 9.667.532   | 43,7        | 144         | 6.762.170   | 46,4        | 202         | 346            |
|                                                                                                 | Parti communiste français                                          | 4.434.832   | 20,0        | 6           | 2.935.775   | 20,1        | 27          | 33             |
|                                                                                                 | Fédération de la gauche démocrate et socialiste (SFIO – RAD – CIR) | 3.660.250   | 16,5        | –           | 3.097.338   | 21,2        | 57          | 57             |
|                                                                                                 | Progrès et démocratie moderne (CD – CR – CNIP)                     | 2.289.849   | 10,3        | 4           | 1.141.305   | 7,8         | 22          | 26             |
|                                                                                                 | Divers droite                                                      | 917.758     | 4,1         | –           | 496.463     | 3,4         | 8           | 8              |
|                                                                                                 | Parti socialiste unifié und Extrême gauche                         | 873.581     | 3,9         | –           | 83.777      | 0,6         | –           | –              |
|                                                                                                 | Divers gauche                                                      | 163.482     | 0,7         | –           | 60.584      | 0,4         | –           | –              |
|                                                                                                 | Technique et démocratie                                            | 77.360      | 0,3         | –           | –           | –           | –           | –              |
|                                                                                                 | Mouvement pour la réforme                                          | 33.835      | 0,2         | –           | –           | –           | –           | –              |
|                                                                                                 | Extrême droite                                                     | 28.736      | 0,1         | –           | –           | –           | –           | –              |
| Gesamt                                                                                          | Gesamt                                                             | 22.147.215  | 100         | 154         | 14.577.412  | 100         | 316         | 470            |
|                                                                                                 |                                                                    |             |             |             |             |             |             |                |
| Ungültige Stimmen                                                                               | Ungültige Stimmen                                                  | 385.192     | 1,7         |             | 416.762     | 2,8         |             |                |
| Wähler                                                                                          | Wähler                                                             | 22.532.407  | 80,0        |             | 14.994.174  | 77,8        |             |                |
| Wahlberechtigte                                                                                 | Wahlberechtigte                                                    | 28.181.848  |             |             | 19.266.974  |             |             |                |
|                                                                                                 |                                                                    |             |             |             |             |             |             |                |
| Quellen: 1. Wahlgang: Amtliche Statistik (Innenministerium) – 2. Wahlgang: vorläufiges Ergebnis |                                                                    |             |             |             |             |             |             |                |

### Überseefrankreich
| Gebiet                   | Gebiet                                     | Mandate |
| ------------------------ | ------------------------------------------ | ------- |
| Départements d’outre-mer | Guadeloupe                                 | 3       |
| Départements d’outre-mer | Guyane                                     | 1       |
| Départements d’outre-mer | Martinique                                 | 3       |
| Départements d’outre-mer | La Réunion                                 | 3       |
| Territoires d'outre-mer  | Comores                                    | 2       |
| Territoires d'outre-mer  | Territoire français des Afars et des Issas | 1       |
| Territoires d'outre-mer  | Nouvelle-Calédonie                         | 1       |
| Territoires d'outre-mer  | Polynésie                                  | 1       |
| Territoires d'outre-mer  | Saint-Pierre-et-Miquelon                   | 1       |
| Territoires d'outre-mer  | Wallis-et-Futuna                           | 1       |
| Gesamt                   | Gesamt                                     | 17      |

### Sitze insgesamt
| Gebiet                  | 1. Wahlgang | 2. Wahlgang | Gesamt |
| ----------------------- | ----------- | ----------- | ------ |
| Metropolitan-Frankreich | 154         | 316         | 470    |
| Übersee-Frankreich      | 14          | 3           | 17     |
| Gesamt                  | 168         | 319         | 487    |

## Fraktionen
|                                                                           |                                                           |             |             |             |
| Fraktion                                                                  | Fraktion                                                  | Abgeordnete | Abgeordnete | Abgeordnete |
| Fraktion                                                                  | Fraktion                                                  | Mitglieder  | Assoziierte | Gesamt      |
|                                                                           | Union des démocrates pour la République (UDR)             | 270         | 23          | 293         |
|                                                                           | Fédération nationale des républicains indépendants (FNRI) | 57          | 4           | 61          |
|                                                                           | Fédération de la gauche démocrate et socialiste (FGDS)    | 57          | –           | 57          |
|                                                                           | Groupe communiste (COM)                                   | 33          | 1           | 34          |
|                                                                           | Progrès et démocratie moderne (PDM)                       | 30          | 3           | 33          |
|                                                                           | Fraktionslose Abgeordnete                                 | –           | –           | 9           |
| Gesamt                                                                    | Gesamt                                                    | Gesamt      | Gesamt      | 487         |
|                                                                           |                                                           |             |             |             |
| Quelle: Journal officiel – Assemblée nationale, Séance du 12 Juillet 1968 |                                                           |             |             |             |

## Bibliografie
- Les Élections legislatives de 1968, Ministère de l’intérieur